# Adonisea aurantiaca
Adonisea aurantiaca là một loài bướm đêm trong họ Noctuidae.